# Downtown (Lady Antebellum)
Downtown è un singolo del gruppo country statunitense Lady Antebellum, pubblicato nel 2013 ed estratto dall'album Golden.

## Tracce
- Download digitale

1. Downtown – 3:16

## Formazione
- Hillary Scott
- Charles Kelley
- Dave Haywood